# Gisa Sport-Prototipi
GISA ou Gisa Sport-Prototipi est un constructeur italien de voitures de catégorie CN Sport-prototype destinées aux championnats contre-la-montre et prototypes sur piste.

## Histoire
Gisa est né à Biancavilla (en Sicile), commune sur les pentes de Etna, en 1991 grâce à la volonté et à la passion de Salvatore Giardina, après une activité intense mûrie dans le monde des compétitions,.

## Voitures
Les voitures Gisa sont biplace et monoplace, avec un châssis en acier tubulaire semi-porteur rigide recouvert de panneaux en alliage d'aluminium ultra léger ou de panneaux en fibre de carbone moulés.
Les suspensions avant et arrière sont formées de triangles superposés (Push Road) avec des amortisseurs et des ressorts produits par l'entreprise elle-même. Sur demande, ainsi qu'avec un moteur de propre production, ils peuvent être couplés avec des moteurs d'autres constructeurs automobiles (Alfa Romeo, BMW, Renault),et une boîte de vitesses séquentielle Hewland FTR / JFR et des commandes au volant. 
Les pneus peuvent varier en configuration conventionnelle (Ant. 8.2 / 20.0-13 Post. 12.5 / 23.0-13), (Ant. 7.5 / 20.0-13 Post. 10.5 / 23.0-13) et radiaux (Ant. 195 / 530-13 Post.290 / 570-13), (Ant.195 / 530-13 Post.250 / 570-13).
Le système de freinage double se compose généralement d'étriers à 4 pistons et de disques avant et arrière auto-ventilés. Le réservoir en caoutchouc (FIA) est disponible avec une capacité de 12  L pour les compétitions en montée et 45 L pour les compétitions sur piste.

## Moteur Gisa
Le moteur Gisa actuel a un poids total de 70 kg. Il s'agit d'un moteur 4 cylindres en ligne d'une cylindrée de 1 570 cm3 qui parvient à délivrer 245 ch à une vitesse maximale de 12 100  tours et environ 248 ch.